# Добросин
Добросин је насеље у општини Бујановац, у Пчињском округу, у Србији. Према попису из 2022. било је 1066 становника.
Сточарско-ратарско село збијеног типа на (620-650 м) северним падинама прешевске Црне горе, у изворишту потока Буовцита, десне притоке Биничке Мораве, између Љугит мала (798 м), Ранолушког рида (733 м) и Шолаје (669 м), 15 километра западно од Бујановца.
Село Добросин је од Бујановца удаљено око 16 километара и налази се на самој административној линији између Централне Србије и Косова и Метохије. У овом селу је почетком јануара 2000. године основана такозвана Ослободилачка војска Прешева, Медвеђе и Бујановца. На Видовдан 2012. године десио се напад на полицијски пункт МУП-а Србије у коме је повређен један полицајац.

## Демографија
У насељу Добросин живи 446 пунолетних становника, а просечна старост становништва износи 27,9 година (27,0 код мушкараца и 28,7 код жена). У насељу има 131 домаћинство, а просечан број чланова по домаћинству је 5,70.
Ово насеље је великим делом насељено Албанцима (према попису из 2002. године).
|  |

| Демографија | Демографија | Демографија |
| Година      | Становника  | Становника  |
| ----------- | ----------- | ----------- |
| 1948.       | 537         |             |
| 1953.       | 551         |             |
| 1961.       | 642         |             |
| 1971.       | 755         |             |
| 1981.       | 901         |             |
| 1991.       | 1.029       | 899         |
| 2002.       | 747         | 1.253       |
| 2022.       | 1.066       |             |

| Етнички састав према попису из 2002.‍ | Етнички састав према попису из 2002.‍ | Етнички састав према попису из 2002.‍ | Етнички састав према попису из 2002.‍ | Етнички састав према попису из 2002.‍ |
| ------------------------------------ | ------------------------------------ | ------------------------------------ | ------------------------------------ | ------------------------------------ |
|                                      |                                      |                                      |                                      |                                      |
| Албанци                              | Албанци                              |                                      | 719                                  | 96,25%                               |
| непознато                            | непознато                            |                                      | 27                                   | 3,61%                                |

| Година пописа     | 1948. | 1953. | 1961. | 1971. | 1981. | 1991. | 2002. |
| ----------------- | ----- | ----- | ----- | ----- | ----- | ----- | ----- |
| Број домаћинстава | 85    | 83    | 99    | 104   | 117   | 138   | 131   |

| Број чланова      | 1 | 2  | 3  | 4  | 5  | 6  | 7  | 8  | 9  | 10 и више | Просек |
| ----------------- | - | -- | -- | -- | -- | -- | -- | -- | -- | --------- | ------ |
| Број домаћинстава | 6 | 12 | 11 | 11 | 23 | 20 | 18 | 13 | 10 | 7         | 5,70   |

| Пол    | Укупно | Неожењен/Неудата | Ожењен/Удата | Удовац/Удовица | Разведен/Разведена | Непознато |
| ------ | ------ | ---------------- | ------------ | -------------- | ------------------ | --------- |
| Мушки  | 232    | 78               | 145          | 9              | 0                  | 0         |
| Женски | 260    | 78               | 155          | 27             | 0                  | 0         |
| УКУПНО | 492    | 156              | 300          | 36             | 0                  | 0         |

| Пол    | Укупно                    | Пољопривреда, лов и шумарство | Рибарство                            | Вађење руде и камена | Прерађивачка индустрија       |
| ------ | ------------------------- | ----------------------------- | ------------------------------------ | -------------------- | ----------------------------- |
| Мушки  | 60                        | 34                            | 0                                    | 0                    | 0                             |
| Женски | 40                        | 30                            | 0                                    | 0                    | 1                             |
| УКУПНО | 100                       | 64                            | 0                                    | 0                    | 1                             |
| Пол    | Производња и снабдевање   | Грађевинарство                | Трговина                             | Хотели и ресторани   | Саобраћај, складиштење и везе |
| Мушки  | 0                         | 1                             | 1                                    | 1                    | 0                             |
| Женски | 0                         | 0                             | 0                                    | 0                    | 0                             |
| УКУПНО | 0                         | 1                             | 1                                    | 1                    | 0                             |
| Пол    | Финансијско посредовање   | Некретнине                    | Државна управа и одбрана             | Образовање           | Здравствени и социјални рад   |
| Мушки  | 0                         | 0                             | 0                                    | 5                    | 1                             |
| Женски | 0                         | 0                             | 0                                    | 2                    | 0                             |
| УКУПНО | 0                         | 0                             | 0                                    | 7                    | 1                             |
| Пол    | Остале услужне активности | Приватна домаћинства          | Екстериторијалне организације и тела | Непознато            | Непознато                     |
| Мушки  | 1                         | 0                             | 0                                    | 16                   | 16                            |
| Женски | 0                         | 0                             | 0                                    | 7                    | 7                             |
| УКУПНО | 1                         | 0                             | 0                                    | 23                   | 23                            |